# Kopciowo (gmina)
Kopciowo – dawna gmina wiejska istniejąca na przełomie XIX i XX wieku w guberni suwalskiej. Siedzibą władz gminy było Kopciowo (lit. Kapčiamiestis).
Za Królestwa Polskiego gmina należała do powiatu sejneńskiego w guberni suwalskiej.
Po odzyskaniu niepodległości przez Polskę i Litwę powiat sejneński został przedzielony granicą, w związku z czym obszar gminy Kopciowo znalazł się w państwie litewskim.